# Kreisgericht Stolp
Das Kreisgericht Stolp war ein preußisches Kreisgericht in der damaligen Provinz Pommern mit Sitz in der Stadt Stolp.

## Geschichte
In Bezirk des Kreisgerichts Stolp bestanden bis 1849 das königliche Stadtgericht Stolp sowie viele Patrimonialgerichte.
1849 wurden in Preußen einheitlich Kreisgerichte geschaffen. Hierbei wurde die Patrimonialgerichtsbarkeit abgeschafft und die Patrimonialgerichte wurden aufgehoben. Auch die eingangs genannten Gerichte wurden aufgehoben und es entstand das Königliche Kreisgericht Lauenburg im Sprengel des Appellationsgerichts Cöslin. Es war für den größten Teil des Kreises Stolp und einen Teil des Kreises Rummelsburg zuständig.
Das Gericht war auch Schwurgericht für das Kreisgericht Stolp, das Kreisgericht Bütow, das Kreisgericht Lauenburg und das Kreisgericht Schlawe. Am Gericht waren 1870 ein Direktor und sechs Kreisrichter eingesetzt. 1870 betrug die Zahl der Gerichtseingesessenen 77.648. Gerichtstage wurden in Glowitz, Lupow und Schmolsin gehalten.
Im Rahmen der Reichsjustizgesetze wurde das Gerichtswesen in Deutschland 1879 vereinheitlicht. Damit wurde das Kreisgericht Stolp aufgehoben und das königlich preußische Amtsgericht Stolp mit Wirkung zum 1. Oktober 1879 als eines von sieben Amtsgerichten im Bezirk des Landgerichtes Stolp als Nachfolger gebildet.